# Sittee River (Fluss)
Sittee River ist ein Fluss in Belize. Der Fluss verläuft im Norden des Stann Creek District; an ihm liegt unter anderem ein gleichnamiges Dorf. 

## Geographie

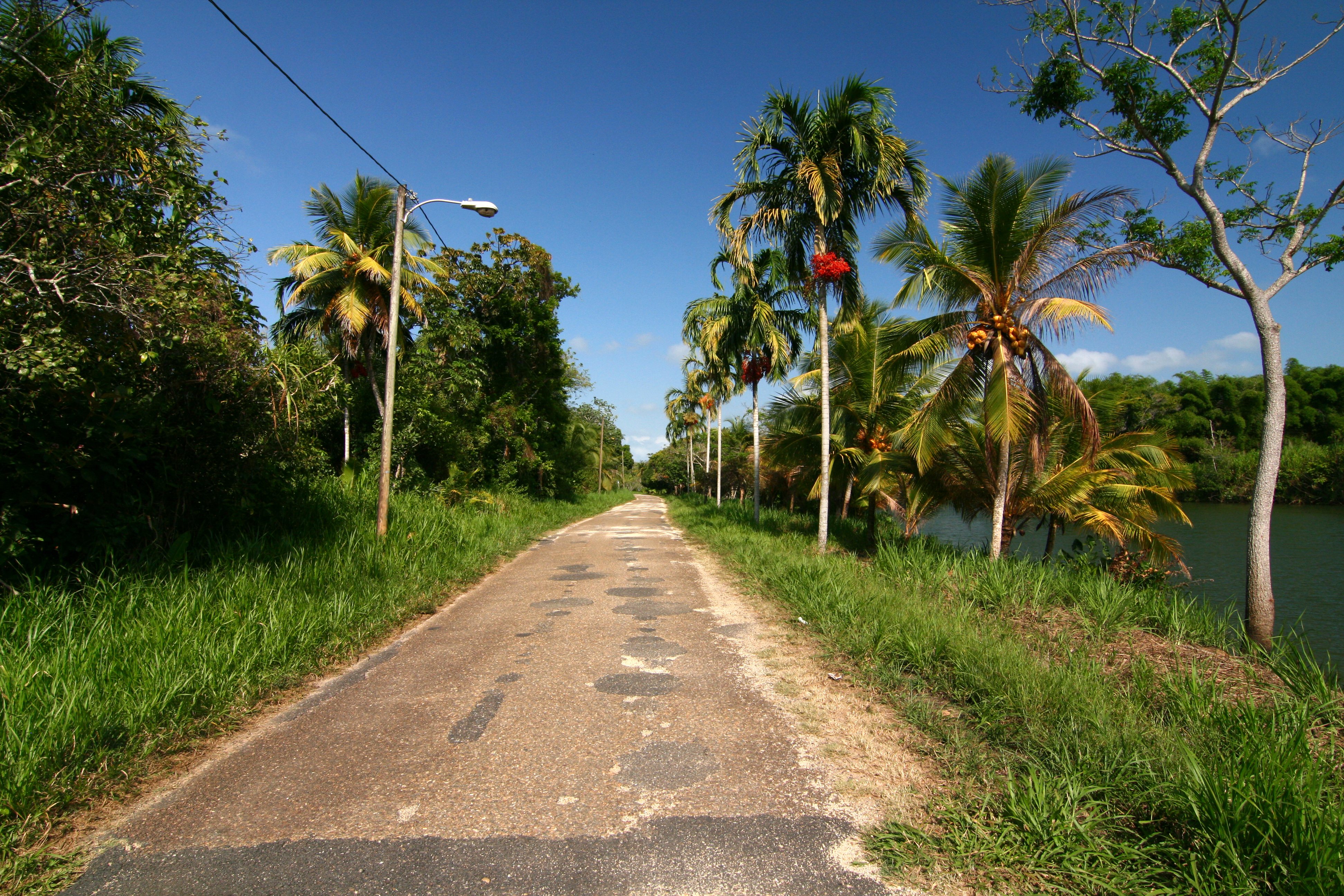
Straße entlang des Flusses

Der Fluss entspringt ganz im Westen des Distrikts, unweit der Grenze zum Cayo District auf einer Höhe von ca. 380 m im Sittee River Forest Reserve. Er verläuft zunächst nach Osten und erhält von links zwei Zuflüsse vom Pull Shoes Branch (⊙) und vom Blackwater Branch (⊙) und wendet sich nach einiger Zeit nach Süden, um von dort wieder nach Osten zu fließen. Er durchschneidet noch mehrere Höhenzüge, bevor er in die Küstenebene eintritt. Bei Kendal überquert ihn der Southern Highway und in stark mäandrierendem Verlauf gelangt der Fluss zur Küste. In seinen Schlaufen liegen die Orte Regalia, High Sand, Middle Bank, Freetown Area und das schon erwähnte Sittee River Village. An der Küste biegt der Fluss nochmals nach Süden um, wo eine Landzunge sein Ästuar begleitet. Südlich davon liegt die Anderson’s Lagoon. Die Mangroven entlang der Flussmündung gehören zu den stärksten Beständen der Karibikregion. Die Flussmündung bietet optimale Wachstumsbedingungen und der Mangrovenwald ist reich strukturiert. Sedimente aus den Maya Mountains und Spülungen durch die Gezeiten des Karibischen Meeres bringen die notwendigen Nährstoffe. Vorherrschend sind drei Mangrovenarten: Rote Mangrove (Rhizophora mangle), Weiße Mangrove (Laguncularia racemosa) und Schwarze Mangrove (Avicennia germinans).